# Тумрокские горячие источники
Тумрокские горячие источники (Верхне-Щапинские) — минеральные горячие источники в южной части полуострова Камчатка.
Расположены на территории Кроноцкого заповедника в долине реки Левая Щапина у северо — западного подножия вулкана Кизимен. Примерно в 115 км от села Мильково, в 265 км от Петропавловска-Камчатского. У подножия крутого склона на узкой полосе расположены 4 крупных и несколько мелких грифонов с температурой 42—52 °C. Минеральные воды Тумрокских горячих источников относятся к лечебным.
Минерализация воды — 4,54 г/л; мышьяка — 0,008 г/л, кремниевой кислоты — 0,10 г/л, борной кислоты — 0,363 г/л; присутствуют железо и марганец.
Пить из этих источников нельзя — содержание мышьяка в три раза превышает максимальную даже для лечебных вод концентрацию. Однако для ванн увеличенное содержание бора и мышьяка только повышает их лечебную ценность.
Близ Тумрокских горячих источников находятся Беловские источники.